# Skrako
Skrako er en sammensætning af skuespil, rap og komedie eller rettere comedy. Begrebet Skrako er således et akronym der er sammensat af de to første bogstaver af ordene skuespil, rap og komedy. I forbindelse med sidstnævnte har man indført den fordanskede stavemåde af Comedy, der er blevet til Komedy.
I Danmark er fænomenet hovedsageligt blevet kendt gennem stykket Gynt, der sidst i 2005 og først i 2006 var aktuelt på Betty Nansen Teatret.
Navnet blev opfundet af Janus Staffe, bedre kendt som Geolo G, under indspilningerne af musikken til forestillingen Gynt. Det krævedes, at alle deltagere iførte sig "skrakosæt" i studiet. Et skrakosæt er en secondhand træningsdragt i nylon. [kilde mangler]
Ideen med sammensætningen af standup, rap og comedy blev udtænkt af Henrik Hartmann og dramaturg Kitte Wagner.[kilde mangler]
Siden Gynt er der kommet yderligere to skrakoforestillinger: Købmanden (Betty Nansen, premiere 24. februar 2007) og Biblen (Nørrebro Teater, premiere 23. februar 2008).
Købmanden var en omskrivning af William Shakespeares Købmanden i Venedig. I forestillingen medvirkede dancehall-dronningen Natasja, rapperen Blæs Bukki, skuespillerne Nicolas Bro og Laura Bro samt stand-upkomikerne Omar Marzouk og Jonatan Spang.
Biblen er en til teatret omskrevet version af Bibelen. Medvirkende er tryllekunstner og stand-upper Rune Klan, komiker Linda P, rappere Blæs Bukki og Tue Track, samt stand-upper, skuespiller og Nørrebro Teaters daværende direktør Jonatan Spang. I Biblen indgår udover skuespil, rap og comedy desuden trylleri som tryllekunstner Rune Klan står for.
| Kunst og kultur | Spire Denne artikel om scenekunst og teater er en spire som bør udbygges. Du er velkommen til at hjælpe Wikipedia ved at udvide den. |